# Eupoa
Eupoa là một chi nhện trong họ Salticidae.